# Liste der osttimoresischen Botschafter in Thailand
Diese Liste führt die osttimoresischen Botschafter in Thailand auf. Die Botschaft befindet sich in der 1550 New Petchburi Road, Thanapoom Tower, 7. Stock, Makassan-Ratthewi, Bangkok 10400.

## Hintergrund
Thailand ist Mitglied der ASEAN, der Osttimor beitreten möchte.
Das Königreich beteiligte sich mit Truppen und Kriegsschiffen an den Internationalen Streitkräften Osttimor (INTERFET) zur Bewältigung der Krise in Osttimor 1999. Mit 1600 Mann stellte Thailand nach Australien das zweitgrößte Kontingent. General Songkitti Jaggabatara war stellvertretender Kommandeur der INTERFET.
| Name                         | Amtszeit                  | Anmerkungen                                                                                           |
| ---------------------------- | ------------------------- | --- |
| João Câmara                  | 2008–2012                 | erster Botschafter Osttimors in Thailand; Ernennung: 11. April 2008; Akkreditierung: 2. November 2008 |
| Francisco Dionisio Fernandes | August 2013 – August 2016 | Charge d’Affaires                                                                                     |
| Joaquim Amaral               | 2016–2020                 | Ernennung: 19. November 2015 Verabschiedung: 6. Januar 2020                                           |
| Juvêncio Martins             | 2021–2024                 | Vereidigung: 8. Oktober 2021                                                                          |
| Francisco Tilman Cepeda      | seit 2024                 | Vereidigung: 15. Oktober 2024                                                                         |